# Mimas alni
Mimas alni är en fjärilsart som beskrevs av Max Bartel 1900. Mimas alni ingår i släktet Mimas och familjen svärmare. Inga underarter finns listade i Catalogue of Life.